# Công chúa tóc xù
Công chúa tóc xù (tên gốc tiếng Anh: Brave) (còn có tên gọi khác là Nàng công chúa can đảm) là phim hoạt hình máy tính thể loại tưởng tượng của Mỹ phát hành năm 2012 do Pixar Animation Studios sản xuất và Walt Disney Pictures phát hành. Cốt truyện của phim do nhà biên kịch/đạo diễn Brenda Chapman sáng tạo, lấy cảm hứng từ mối quan hệ giữa chính bà và con gái. Với bộ phim này, Chapman trở thành nữ đạo diễn đầu tiên của Pixar đảm nhiệm vai trò đạo diễn một sản phẩm phim chiếu rạp. Công chúa tóc xù do Chapman, Mark Andrews, Steve Purcell, và Irene Mecchi viết kịch bản, Chapman và Andrews làm đạo diễn, và đồng đạo diễn bởi Purcell. Bộ phim có sự tham gia của các diễn viên lồng tiếng Kelly Macdonald, Julie Walters, Billy Connolly, Emma Thompson, Kevin McKidd, Craig Ferguson, và Robbie Coltrane. Để tạo ra những hiệu ứng hình ảnh phức tạp nhất có thể, Pixar đã viết lại hoàn toàn toàn bộ hệ thống hoạt hình của họ, lần đầu tiên trong 25 năm lịch sử của hãng. Đây là bộ phim đầu tiên sử dụng định dạng âm thanh Dolby Atmos.
Lấy bối cảnh ở vùng Cao nguyên xứ Scotland, bộ phim kể câu chuyện về một nàng công chúa tên là Merida, người vô tình gây ra một vụ hỗn loạn trong vương quốc chỉ vì phản đối việc hứa hôn, một tục lệ cổ xưa giữa các bộ lạc. Sau khi tới hỏi ý một mụ phù thủy, Merida đã vô tình biến mẹ mình thành một con gấu và buộc phải hoá giải lời nguyền ấy trước khi quá muộn. Công chúa tóc xù công chiếu lần đầu vào ngày 10 tháng 6 năm 2012, tại Liên hoan phim quốc tế Seattle, và được phát hành tại Bắc Mỹ vào ngày 22 tháng 6 năm 2012. Phim thu được nhiều thành công cả về chuyên môn và doanh thu, và giành Giải Oscar cho phim hoạt hình hay nhất, Giải Quả cầu vàng cho phim hoạt hình hay nhất, cùng với Giải BAFTA cho phim hoạt hình hay nhất.
Tại các rạp, chiếu trước Công chúa tóc xù là một phim ngắn có nhan đề La Luna, do Enrico Casarosa đạo diễn.

## Cốt truyện
Một công chúa trẻ tên là Merida của bộ lạc Dunbroch được Vua Fergus, cha nàng, tặng cho một chiếc cung tên nhân dịp sinh nhật, bất chấp sự lo lắng của mẹ nàng, Hoàng hậu Elinor. Một lần, trong khi mạo hiểm vào rừng tìm mũi tên bị mất, Merida bắt gặp một đốm sáng xanh bí ẩn. Ít lâu sau, Mor'du, một con quỷ dưới hình dạng một con gấu, tấn công gia đình. Merida chạy thoát trên lưng ngựa với hoàng hậu Elinor, còn Fergus đánh bại con gấu, nhưng phải trả giá bằng chân trái của ông. Giờ đây, là một cô gái tự lập và bướng bỉnh với ba em trai sinh ba giống hệt nhau, Merida mới biết rằng nàng được hứa hôn với một trong số những bộ tộc đồng minh của cha nàng. Elinor nhắc lại cho Merida nghe truyền thuyết về một hoàng tử đã phá huỷ chính vương quốc của mình chỉ vì sự kiêu ngạo và từ chối làm theo những mong muốn của cha, cảnh báo nàng rằng việc nàng không ưng thuận chuyện hôn nhân có thể đe doạ tới Dunbroch, nhưng Merida vẫn tỏ ra không hài lòng với sự sắp đặt này.
Các bộ lạc đối địch tới cùng những người con trai trưởng của mình để tham gia thi đấu nhằm giành cơ hội kết hôn với Merida. Nhưng Merida đã phá lệ, tuyên bố rằng nàng đủ tư cách tham gia tranh đấu vì là con trưởng của bộ lạc Dunbroch và đánh bại tất cả những người đến cầu hôn trong một cuộc thi bắn cung, khiến các bộ lạc kia mất mặt. Sau một cuộc cãi vã với Elinor, Merida bỏ đi. Trong rừng, nàng lần theo những làn khói xanh tới túp lều của một mụ phù thủy đóng giả làm thợ chạm khắc gỗ. Merida nài xin và mụ phù thủy đồng ý cho nàng một chiếc bánh có phép thuật để thay đổi suy nghĩ của mẹ mình.
Merida trở lại lâu đài và đưa cho Elinor ăn chiếc bánh, và nó đã biến Hoàng hậu thành một con gấu đen. Nhận ra rằng mình đã làm mọi chuyện trở nên tồi tệ hơn, Merida cùng với Elinor (lúc này bà vẫn giữ được hầu hết tính người) tới túp lều của mụ phù thủy, nhưng chỉ tìm thấy một lời nhắn. Họ nhận ra rằng, trừ khi Merida có thể "vá được mối quan hệ đã bị lòng kiêu hãnh phá vỡ" trước khi mặt trời mọc lần thứ hai, lời nguyền sẽ trở thành vĩnh cửu. Sau đó Merida và Elinor được những làn khói xanh dẫn tới một khu tàn tích cổ xưa, ở đó họ gặp Mor'du, và Merida được biết rằng xưa kia nó chính là một chàng hoàng tử ham muốn quyền lực quá mức trong truyền thuyết mà Elinor đã kể cho nàng nghe, và nó cũng bị biến hình như vậy bởi một lời nguyền tương tự như lời nguyền Hoàng hậu đang phải chịu. Merida thề với mẹ rằng nàng sẽ không để mẹ biến thành một con thú hoang dại như Mor'du, và giải thích rằng nàng có thể hoá giải lời nguyền bằng cách vá lại tấm thảm trước đó nàng đã làm rách khi xảy ra tranh cãi với bà.
Ở lâu đài, các bộ lạc đang trên bờ vực chiến tranh, nhưng Merida tới cắt ngang cuộc tranh luận giữa họ, và tuyên bố rằng con cái đáng ra phải được quyền quyết định sẽ kết hôn khi nào và với ai tuỳ thích. Các bộ lạc đồng ý, họ cùng nhau thắt chặt tình đoàn kết và đồng ý thay đổi tục lệ xưa. Merida lén vào phòng để thảm cùng với Elinor. Elinor, do bản năng loài gấu trỗi dậy, đã tấn công Fergus, nhưng khi chợt nhớ ra mình vẫn là một con người, bà đã chạy trốn khỏi lâu đài. Fergus, cho rằng Hoàng hậu đã bị Mor'du giết hại, đã cùng các bộ lạc khác đuổi theo con gấu. Với sự giúp đỡ của các em trai, những người cũng đã ăn chiếc bánh có phép thuật và bị biến thành gấu con, Merida đuổi theo bố và trên đường đi nàng đã khâu lại tấm thảm. Các thành viên bộ lạc cùng với Fergus bắt được Elinor, nhưng Merida ngăn họ lại, vừa lúc đó Mor'du xuất hiện và tấn công họ. Một trận đánh nổ ra sau đó, Mor'du đánh bật tất cả các chiến binh của bộ lạc và suýt nữa thì giết chết Merida. Elinor tới kịp, sử dụng sức mạnh của loài gấu để kìm chân Mor'du, và một cột đá cao gần đó đổ đã đè chết nó. Linh hồn của hoàng tử thoát ra khỏi cơ thể con gấu sau khi nó chết. Trước khi lên thiên đường, anh ta đã thầm cảm ơn Merida vì cuối cùng đã giải thoát cho anh khỏi chính bản thân mình.
Đến rạng đông thứ hai, Merida đã nhận ra ý nghĩa thực ẩn trong câu đố của mụ phù thủy, và hoà giải với mẹ. Hoàng hậu và ba đứa em của nàng trở lại thành người, và cả gia đình hạnh phúc đoàn tụ bên nhau. Vài ngày sau, Merida và Elinor cùng nhau thêu một tấm thảm mới có Merida và Elinor trong hình dạng con gấu, trong lúc đó họ được gọi tới bến tàu để chào tạm biệt với các vị vua của những bộ lạc khác. Họ cùng nhau cưỡi ngựa qua Scotland với tình cảm mẹ con mới được hàn gắn.

## Diễn viên lồng tiếng
- Kelly Macdonald trong vai Merida, một công chúa người Scotland luôn mơ ước được quyết định số phận của mình và sống cuộc sống của riêng mình[4]
- Emma Thompson trong vai Hoàng hậu Elinor,[4] Hoàng hậu và là nhà ngoại giao của Dunbroch, mẹ của Merida, sự coi trọng các lễ nghi và truyền thống của bà đã vô tình gây ra tranh cãi giữa bà và con gái.
- Billy Connolly trong vai Vua Fergus,[4] Vua của Dunbroch và là người bố nóng tính của Merida
- Julie Walters trong vai Phù thủy,[4] một bà già xảo quyệt và vụng về, người đã đồng ý giúp Merida
- Robbie Coltrane trong vai Vua xứ Dingwall[4]
- Kevin McKidd trong vai Vua xứ MacGuffin và MacGuffin trẻ[11]
- Craig Ferguson trong vai Vua xứ Macintosh[4]
- Steve Purcell trong vai The Crow
- Patrick Doyle trong vai Martin, lính canh
- John Ratzenberger trong vai Gordon, lính canh[12]
- Sally Kinghorn và Eilidh Fraser trong vai Maudie, người hầu gái của lâu đài
- Peigi Barker trong vai Merida hồi nhỏ
- Steven Cree trong vai Macintosh hồi nhỏ
- Callum O'Neill trong vai Wee Dingwall[13]

## Sản xuất
Được công bố vào tháng 4 năm 2008 dưới tên gọi The Bear and the Bow (Con gấu và chiếc cung tên), Công chúa tóc xù là bộ phim cổ tích đầu tiên của Pixar. Nhà biên kịch và đạo diễn Brenda Chapman coi đây là một câu chuyện cổ tích theo truyền thống của nhà văn Hans Christian Andersen và anh em Grimm. Bà cũng lấy cảm hứng cho cốt truyện từ mối quan hệ giữa chính bà và con gái. Chapman chắp bút cho dự án và sau đó được giao vai trò đạo diễn của phim, khiến bà trở thành nữ đạo diễn đầu tiên của Pixar, nhưng tới tháng 10 năm 2010, bà bị thay thế bởi Mark Andrews do những bất đồng về sáng tạo. Chapman cho rằng tin bà bị thay thế thật là "kinh khủng", tuy nhiên sau đó phát biểu rằng "tầm nhìn của bà vẫn ảnh hưởng xuyên suốt tác phẩm" và do đó bà vẫn "rất tự hào về bộ phim, vì cuối cùng tôi cũng đã dám đứng lên cho chính bản thân mình."
Công chúa tóc xù là bộ phim Pixar đầu tiên có một nhân vật nữ chính. Merida ban đầu dự định do Reese Witherspoon lồng tiếng, nhưng sau đó cô từ chối vì không xếp được lịch. Thay vào đó, nhân vật này do nữ diễn viên người Scotland Kelly Macdonald đảm nhiệm.
Phần chạy chữ cuối phim bao gồm lời đề tặng đặc biệt tới nhà đồng sáng lập và CEO của Pixar Steve Jobs, người đã qua đời năm 2011.

### Nhạc phim
Phần nhạc nền cho Công chúa tóc xù do Patrick Doyle biên soạn và Dàn nhạc giao hưởng London biểu diễn. Để truyền tải hương vị địa phương của Scotland cho phần âm nhạc, Doyle sử dụng các nhạc cụ đặc trưng của Scotland như kèn túi, độc tấu vĩ cầm, đàn hạc Celtic, sáo và trống bodhrán, cùng với một chiếc đàn ximbalum và cimbalom điện tử để mang đến cảm giác hiện đại hơn. "Tôi sử dụng nhiều điệu nhảy cổ điển Scotland như điệu vũ quay, điệu jig, và múa strathspey, vốn không những hợp với các hoạt động của nhân vật mà còn khiến chúng thêm chân thực hơn," Doyle nói.
Doyle cũng đã viết một bài tửu ca (ca khúc hát lúc say rượu) cho Vua Fergus và đã phải di chuyển liên tục tới Scotland để nghiên cứu. Nhà soạn nhạc cũng đã thu âm một "đoạn thánh ca bằng tiếng Gaelic không có nhạc đệm."
Cùng với phần nhạc nền của Doyle, bộ phim cũng có sự góp mặt của ba ca khúc. "Touch the Sky" (nhạc của Alex Mandel, lời của Mark Andrews & Mandel) và "Into the Open Air" (nhạc và lời của Alex Mandel) do Julie Fowlis, người lồng tiếng giọng hát ngoài đời thực cho Merida, thể hiện. Nhóm nhạc Mumford & Sons cũng mang tới cho phim ca khúc "Learn Me Right" cùng với nhạc sĩ Birdy.
Walt Disney Records phát hành album nhạc phim dưới cả hai định dạng đĩa CD và tải về kỹ thuật số vào ngày 19 tháng 6 năm 2012.

## Phát hành
Ban đầu bộ phim được lên kế hoạch phát hành vào ngày 15 tháng 6 năm 2012, nhưng sau đó lùi lại tới ngày 22 tháng 6 năm 2012. Vào ngày 3 tháng 4 năm 2012, Pixar chiếu thử 30 phút đầu của bộ phim, và nhận được phản hồi tích cực từ những người xem. Phim công chiếu lần đầu vào ngày cuối cùng của Liên hoan phim quốc tế Seattle, 10 tháng 6 năm 2012. Phim ra mắt lần đầu ở Australia vào ngày 11 tháng 6 năm 2012, tại Liên hoan phim Sydney, ra mắt ở Mỹ vào ngày 18 tháng 6 năm 2012, tại Rạp chiếu phim Dolby ở Hollywood, trong Liên hoan phim Los Angeles, ra mắt ở châu Âu tại Liên hoan phim Taormina ở Sicily ngày 23 tháng 6 năm 2012, và ra mắt ở Anh tại Liên hoan phim quốc tế Edinburgh vào ngày 30 tháng 6 năm 2012.
Tại Hoa Kỳ và Canada, Công chúa tóc xù là bộ phim chiếu rạp đầu tiên sử dụng định dạng âm thanh Dolby Atmos. Gần một nửa trong số 14 rạp được lắp đặt hệ thống âm thanh để trình chiếu bộ phim dưới định dạng Atmos là ở California (Burbank, Century City, Fremont, Hollywood, San Francisco, và Sherman Oaks), các rạp còn lại nằm ở bảy bang khác (Lake Buena Vista, Florida; Kansas City, Missouri; Paramus, New Jersey; Las Vegas, Nevada; Chicago; West Plano, Texas; Vancouver, Washington) và Toronto, Ontario. Còn tại các rạp khác, phim được phát hành ở định dạng âm thanh Dolby Surround 7.1. Tổng cộng, phim được phát hành tại 4.164 rạp, một kỷ lục của Pixar; kỷ lục trước do phim Cars 2 thiết lập (4.115 rạp). 2.790 trong số đó chiếu phim này dưới định dạng 3D.
Tại Việt Nam, bộ phim được phát hành vào ngày 6 tháng 7 năm 2012 với tựa đề chính thức là "Công chúa tóc xù". Phiên bản lồng tiếng Việt có sự tham gia của Bảo Thy trong vai Merida, Hữu Châu trong vai Vua Fergus.

### Giải trí tại gia đình
Công chúa tóc xù được phát hành trên đĩa Blu-ray, Blu-ray 3D, DVD, và cho tải về kỹ thuật số vào ngày 13 tháng 11 năm 2012. Lần phát hành này bao gồm cả La Luna và một phim ngắn khác có tựa đề The Legend of Mor'du (Truyền thuyết về Mor'du). Giới thiệu về lịch sử của Mor'du, bộ phim ngắn này cho người xem cơ hội tìm hiểu sâu về huyền thoại ẩn sau chàng hoàng tử này, qua lời kể của mụ phù thủy lập dị đã phù phép chàng.

## Phản hồi

### Phản hồi về chuyên môn
Công chúa tóc xù nhận được đánh giá tích cực từ các nhà phê bình. Bộ phim nhận được 78% nhận xét tích cực trên trang tổng hợp kết quả đánh giá Rotten Tomatoes, dựa trên 217 đánh giá với điểm số trung bình là 6,9/10. Nhận xét chung của trang này viết: "Công chúa tóc xù mang tới cho các khán giả nhỏ tuổi và những người yêu thích cổ tích một cuộc phiêu lưu sôi động và hài hước với một nút thắt gai góc và chiều sâu đáng kinh ngạc." Một trang tổng hợp đánh giá khác, Metacritic, chuyên cho điểm số trung bình dựa trên 100 đánh giá hàng đầu từ các nhà phê bình chính thống, cho bộ phim 69/100 điểm dựa trên 37 đánh giá, với nhận xét "nhìn chung là tán thành." Bộ phim cũng nhận được những phản hồi tích cực từ khán giả Mỹ, nhận được điểm "A" trên thang đánh giá CinemaScore.
Nhà báo Roger Ebert của tờ Chicago Sun-Times cho bộ phim 3 trên 4 sao. Ông viết, "Tin tốt là các em nhỏ có thể sẽ thích bộ phim này, nhưng tin xấu là các bậc phụ huynh sẽ thất vọng nếu họ đang mong chờ một bom tấn mới từ Pixar. Khác với các bộ phim nguyên bản sáng chói của hãng trước đây như Câu chuyện đồ chơi, Đi tìm Nemo, WALL-E, và Vút bay, bộ phim này dường như cho thấy Pixar đang lấn sang thể loại truyền thống của Disney." Ông cũng nói rằng bộ phim thực sự truyền tải một thông điệp tích cực về mối quan hệ giữa mẹ và con gái, "mặc dù việc đột nhiên biến mẹ mình thành một con gấu có vẻ là một khởi đầu hơi quá." Peter Debruge của tờ Variety cho bộ phim nhận xét tích cực, viết rằng phim "mang tới một nhân vật nữ chính cứng cỏi và tự lập hơn trong một kỷ nguyên mà các chàng hoàng tử không còn quá quyến rũ; lấy bối cảnh ở thiên nhiên Scotland lộng lẫy và chi tiết, nơi tâm hồn nàng chói sáng như chính mái tóc đỏ như lửa ấy." Debruge nói rằng "có thêm một nữ đạo diễn, Brenda Chapman, vào câu lạc bộ đầy những nam sáng tạo viên, xưởng phim Pixar đã dệt nên một mối quan hệ giữa mẹ và con gái đầy ấn tượng và cảm động ngang ngang tầm với những tác phẩm về tình cha con được yêu thích như Đi tìm Nemo."
Ngược lại, Todd McCarthy của tờ The Hollywood Reporter lại có bài đánh giá tiêu cực, cho rằng bộ phim "càng về sau càng thu nhỏ dần về quy mô, còn đỉnh điểm của cốt truyện vừa bị bó buộc quá mức lại chỉ xoay quanh những yếu tố kỳ ảo khiến người xem bối rối." Leonard Maltin của tờ IndieWire nói, "Tôi cho điểm bộ phim về mặt ý tưởng, nhưng nút thắt cốt truyện thật quá kỳ quặc khiến nó dường như trói cả tôi lại luôn. Bộ phim cố gắng bù đắp cho thiếu sót này bằng một kết thúc lay động, nhưng con đường dẫn tới khoảnh khắc ấy thì lại không mấy trơn tru, nên nó không gây được ấn tượng như mong đợi." 
Một số nhà phê bình cho rằng nhân vật Merida là một bước ngoặt mới lạ so với truyền thống của những nàng công chúa Disney. Một số khán giả và nhà hoạt động vì nữ quyền đã chỉ trích khi nhân vật này được lên kế hoạch trở thành một nàng công chúa Disney, từ đó các họa sĩ bắt đầu vẽ nàng gầy hơn, tóc bớt xoăn và mắt tròn hơn, giống như các nàng công chúa từ những bộ phim trước đây của Disney. Website A Mighty Girl đã thành lập một bản kêu gọi Disney đừng thay đổi nhân vật của họ nữa. Một trong số 108.000 chữ ký tán thành trên trang này là của Brenda Chapman, đồng đạo diễn bộ phim, bà cho rằng Disney đã "đi ngược lại với những gì chúng ta đang thực sự làm với Merida — là mang tới cho phụ nữ và các bé gái một nhân vật tốt đẹp hơn, mạnh mẽ hơn," và rằng việc sửa đổi này "rõ ràng là một việc làm nhằm quảng cáo dựa trên lợi nhuận."

### Doanh thu phòng vé
Công chúa tóc xù mang về 237.283.207 USD ở khu vực Bắc Mỹ, và 301.700.000 USD ở các quốc gia khác, tổng lợi nhuận toàn cầu của phim là 538.983.207 USD. Đây là bộ phim có doanh thu cao thứ 13 của năm 2012, bộ phim có doanh thu cao thứ tám của Pixar, và là bộ phim hoạt hình có doanh thu cao thứ ba của năm đó, sau Ice Age: Continental Drift (875,3 triệu USD) và Madagascar 3: Europe's Most Wanted (746,9 triệu USD).
Ở Bắc Mỹ, các cuộc thăm dò trước khi phát hành dự đoán bộ phim có thể thu về khoảng từ 55 triệu tới 65 triệu USD ở Bắc Mỹ vào dịp cuối tuần đầu tiên phát hành, một con số hơi thấp so với mức trung bình của Pixar. Họ cho rằng bộ phim có thể không thu hút lắm với các khán giả nam.
Bộ phim khởi chiếu ngày 22 tháng 6 năm 2012, với 24,6 triệu USD và mang về 66,3 triệu USD vào dịp cuối tuần đầu tiên (ở mức tương đương với Cars 2, bộ phim trước đó của Pixar), một con số ở mức trên cùng trong khoảng các nhà phân tích dự đoán. Đây là bộ phim có doanh thu dịp cuối tuần mở đầu vào tháng sáu cao thứ bảy, và là bộ phim có doanh thu dịp cuối tuần đầu tiên cao thứ sáu của Pixar. Bất chấp con số dự đoán đưa ra trước đó, lượng khán giả tới rạp ước tính gồm 43% nam và 57% nữ. Ở Bắc Mỹ, đây là bộ phim có doanh thu cao thứ chín của Pixar, phim hoạt hình có doanh thu cao nhất của năm 2012, và là bộ phim có doanh thu cao thứ tám của năm 2012.
Ngoài Bắc Mỹ, bộ phim thu về 14 triệu USD từ 10 thị trường vào dịp cuối tuần đầu tiên phát hành, đứng thứ ba sau Madagascar 3: Europe's Most Wanted và Bạch Tuyết và người thợ săn. Tổng hợp lại, các thị trường mang về doanh thu cao nhất dịp cuối tuần mở đầu của phim là Pháp và vùng Maghreb (6,5 triệu USD), Mexico (5,53 triệu USD), và Nga và Khối Cộng đồng các quốc gia độc lập (CIS) (5,37 triệu USD). Xét về tổng doanh thu, các quốc gia mang về lợi nhuận lớn nhất cho phim bao gồm Vương quốc Anh, Ireland và Malta (34,9 triệu USD), Pháp và vùng Maghreb (26,8 triệu USD), và Mexico (21,6 triệu USD).

### Giải thưởng
| Giải thưởng                                            | Hạng mục                                                                       | Người giành giải/Người được đề cử | Kết quả   |
| ------------------------------------------------------ | ------------------------------------------------------------------------------ | --- | --------- |
| Giải Oscar                                             | Phim hoạt hình hay nhất của năm                                                | Mark Andrews và Brenda Chapman | Đoạt giải |
| Liên minh các nữ nhà báo hoạt động về điện ảnh         | Phim hoạt hình hay nhất                                                        | | Đoạt giải |
| Liên minh các nữ nhà báo hoạt động về điện ảnh         | Nữ nhân vật hoạt hình xuất sắc nhất                                            | Kelly Macdonald (Merida) | Đoạt giải |
| Hiệp hội các nhà biên tập điện ảnh Hoa Kỳ              | Phim hoạt hình được biên tập xuất sắc nhất                                     | Nicholas C. Smith, A.C.E. | Đoạt giải |
| Giải Annie                                             | Phim hoạt hình hay nhất                                                        | | Đề cử     |
| Giải Annie                                             | Hiệu ứng trong phim hoạt hình chiếu rạp                                        | Bill Watral, Chris Chapman, Dave Hale, Keith Klohn, Michael K. O’Brien                                                                      | Đề cử     |
| Giải Annie                                             | Hoạt hình nhân vật trong phim hoạt hình chiếu rạp                              | Dan Nguyen | Đề cử     |
| Giải Annie                                             | Hoạt hình nhân vật trong phim hoạt hình chiếu rạp                              | Jaime Landes | Đề cử     |
| Giải Annie                                             | Hoạt hình nhân vật trong phim hoạt hình chiếu rạp                              | Travis Hathaway | Đề cử     |
| Giải Annie                                             | Âm nhạc trong phim hoạt hình chiếu rạp                                         | Patrick Doyle, Mark Andrews, Alex Mandel | Đề cử     |
| Giải Annie                                             | Thiết kế sản xuất trong phim hoạt hình chiếu rạp                               | Steve Pilcher | Đoạt giải |
| Giải Annie                                             | Vai diễn lồng tiếng trong phim hoạt hình chiếu rạp                             | Kelly Macdonald trong vai Merida | Đề cử     |
| Giải Annie                                             | Kịch bản trong phim hoạt hình chiếu rạp                                        | Brenda Chapman, Irene Mecchi, Mark Andrews và Steve Purcell                                                                                 | Đề cử     |
| Giải Annie                                             | Biên tập trong phim hoạt hình chiếu rạp                                        | Nicholas A. Smith, ACE, Robert Graham Jones, ACE, David Suther                                                                              | Đoạt giải |
| Giải BAFTA                                             | Phim hoạt hình hay nhất                                                        | | Đoạt giải |
| Hiệp hội phê bình phim Chicago                         | Phim hoạt hình chiếu rạp hay nhất                                              | | Đề cử     |
| Giải thưởng của Hiệp hội âm thanh điện ảnh             | Thành tựu xuất sắc về hoà phối âm thanh trong phim hoạt hình                   | | Đoạt giải |
| Giải Sự lựa chọn của nhà phê bình                      | Phim hoạt hình chiếu rạp hay nhất                                              | | Đề cử     |
| Giải Sự lựa chọn của nhà phê bình                      | Ca khúc hay nhất                                                               | Mumford & Sons và Birdy cho bài hát Learn Me Right                                                                                          | Đề cử     |
| Giải Quả cầu vàng                                      | Phim hoạt hình hay nhất                                                        | Mark Andrews và Brenda Chapman | Đoạt giải |
| Giải Grammy                                            | Best Song Written for Visual Media                                             | Mumford & Sons và Birdy cho ca khúc "Learn Me Right"                                                                                        | Đề cử     |
| Hiệp hội phê bình phim Houston                         | Phim hoạt hình hay nhất                                                        | | Đề cử     |
| Hiệp hội phê bình phim Houston                         | Ca khúc trong phim hay nhất                                                    | Lean Me Right | Đề cử     |
| Hiệp hội phê bình phim Houston                         | Ca khúc trong phim hay nhất                                                    | Touch the Sky | Đề cử     |
| Hiệp hội phê bình nhạc phim quốc tế                    | Nhạc phim hay nhất trong phim hoạt hình chiếu rạp                              | Patrick Doyle | Đề cử     |
| Giải Sự lựa chọn của thiếu nhi                         | Phim hoạt hình được yêu thích nhất                                             | | Đề cử     |
| Hội phê bình phim trực tuyến                           | Phim hoạt hình chiếu rạp hay nhất                                              | | Đề cử     |
| Hiệp hội phê bình phim Phoenix                         | Phim hoạt hình hay nhất                                                        | | Đề cử     |
| Giải thưởng của Hội các nhà sản xuất Hoa Kỳ            | Phim hoạt hình chiếu rạp hay nhất                                              | Katherine Sarafian | Đề cử     |
| Cộng đồng các nhà phê bình phim San Diego              | Phim hoạt hình hay nhất                                                        | | Đề cử     |
| Giải Satellite                                         | Phim điện ảnh, hoạt hình hoặc truyền thông đa thể loại                         | | Đề cử     |
| Giải Satellite                                         | Ca khúc trong phim                                                             | Learn Me Right – Birdy và Mumford & Sons | Đề cử     |
| Giải Saturn                                            | Phim hoạt hình hay nhất                                                        | Mark Andrews và Brenda Chapman | Đề cử     |
| Hiệp hội các nhà phê bình phim St. Louis Gateway       | Phim hoạt hình hay nhất                                                        | | Đề cử     |
| Hiệp hội phê bình phim Toronto                         | Phim hoạt hình hay nhất                                                        | | Đề cử     |
| Cộng đồng kỹ xảo hình ảnh                              | Hoạt hình xuất sắc trong phim hoạt hình chiếu rạp                              | Mark Andrews, Brenda Chapman, Steve May, Katherine Sarafian, Bill Wise                                                                      | Đoạt giải |
| Cộng đồng kỹ xảo hình ảnh                              | Nhân vật hoạt hình xuất sắc trong phim hoạt hình chiếu rạp — Merida            | Kelly Macdonald, Travis Hathaway, Olivier Soares, Peter Sumanaseni, Brian Tindall                                                           | Đoạt giải |
| Cộng đồng kỹ xảo hình ảnh                              | Bối cảnh tạo dựng xuất sắc trong phim hoạt hình chiếu rạp — Khu rừng           | Tim Best, Steve Pilcher, Inigo Quilez, Andy Whittock                                                                                        | Đoạt giải |
| Cộng đồng kỹ xảo hình ảnh                              | Hoạt hình kỹ xảo và hoạt hình mô phỏng xuất sắc trong phim hoạt hình chiếu rạp | Chris Chapman, Dave Hale, Michael K. O'Brien, Bill Watral                                                                                   | Đoạt giải |
| Hiệp hội các nhà phê bình phim khu vực Washington D.C. | Phim hoạt hình hay nhất                                                        | | Đề cử     |
| Women Film Critics Circle                              | Nữ nhân vật hoạt hình xuất sắc nhất                                            | Kelly Macdonald (Merida), Emma Thompson (Hoàng hậu Elinor), Julie Walters (Phù thủy) và tất cả các nhân vật nữ khác trong Công chúa tóc xù. | Đoạt giải |

## Trò chơi điện tử
Một trò chơi điện tử dựa theo bộ phim đã được Disney Interactive Studios phát hành vào ngày 19 tháng 6 năm 2012, cho các dòng máy PlayStation 3, PlayStation 4, Xbox 360, Wii, máy tính cá nhân, và Nintendo DS. Một trò chơi cho nền tảng di động có tên gọi Temple Run: Brave (phiên bản Công chúa tóc xù của trò chơi Temple Run) được phát hành ngày 14 tháng 6 năm 2012, cho hệ điều hành iOS và Android, và vào ngày 7 tháng 6 năm 2013, cho Windows Phone.

## Khả năng về phần tiếp theo
Một tạp chí của Scotland, The Scotsman hỏi đạo diễn Mark Andrews về khả năng hãng sẽ thực hiện một phần tiếp theo của bộ phim. Andrews trả lời, "Tôi không biết liệu sẽ có phần tiếp theo nào hay không. Chúng tôi chưa bao giờ làm bộ phim nào ở Pixar để có phần tiếp theo. Nhưng sẽ thật tuyệt vời khi bạn thực hiện một bộ phim và kiểu như chúng tôi có niềm tin rằng nếu chúng tôi có thể tìm được một cốt truyện hợp lý thì chúng tôi sẽ làm. Chắc chắn rằng việc quảng cáo và thành công của Công chúa tóc xù cho thấy rằng bạn có thể làm một phần tiếp theo và họ sẽ làm."